# Колокол
Ко́локол — ударный музыкальный инструмент в виде металлического купола (как правило из бронзы), внутри которого на петле подвешен язык (ударник), ударяющий о стенки колокола во время раскачивания языка или самого колокола. Особую группу составляют безъязыковые колокола, по которым удар наносится с наружной стороны колокола отдельным предметом (ударником или колотушкой).
Колокола имеют культовое значение в православной и католической традиции христианства, в буддизме. Их подвешивают на специальных сооружениях — звонницах и колокольнях. Как сигнальный инструмент колокол исторически использовался для созыва народа на собрание (см. вечевой колокол), для объявления тревоги и сбора войск (набат). Наряду с бубенцами колокольчики подвешивали на шею домашнего скота (коровий колокол — ботало, подшейный, пастуший колокольчик) и прикрепляли к конской упряжи (поддужный или ямщицкий колокольчик). В настоящее время применяется на кораблях (рында), в некоторых видах спорта, в театре перед началом спектакля, в школе при проведении праздника Дня знаний и Последнего звонка (школьный звонок).
В веб-интерфейсе и в компьютерных программах изображение колокольчика символизирует уведомление пользователя о каких-либо событиях. Звучание колоколов способствовало созданию таких музыкальных инструментов как оркестровые колокола и колокольчики.
Наука по изучению колоколов называется кампанологией (от campana — «колокол» и λόγος — «учение»), а их коллекционирование — кампанофилией.

## Этимология
Слово звукоподражательное, с удвоением корня (*kol-kol-), в древнерусском языке известно с XI века. Восходит предположительно к той же основе, что и древнеиндийское *kalakalah — «неясный глухой звук», «шум», «крик» (для сравнения в хинди колахал — «шум»).. Форма «колокол» сформировалась, вероятно, по созвучию с общеславянским *kol — «круг», «дуга», «колесо» (для сравнения — «колесо», «около» (во’круг), «коловорот» и т. д.) — по соответствию формы.
В других индоевропейских языках встречаются родственные по происхождению слова: calare — «созывать», «восклицать»; κικλήσκω, κάλεω — «звать», «созывать»; Glocke — «колокол», литовское kankalas (от kalkalas) — «колокол» и др.
В германской ветви индоевропейских языков слово «колокол» восходит к праиндоевропейскому *bhel- — «издавать звук, шум, рёв»: bell, н.-в.-н. hallen, hel, свн hille, holl, и др.
Другое славянское название «кампан» происходит от campāna, campana. Данное название в честь итальянской провинции Кампания, которая одна из первых в Европе наладила производство колоколов. На Востоке кампаны появились в IX веке, когда венецианский дож Орсо I подарил 12 колоколов императору Василию Македонянину.

## История
История колокола насчитывает более 4000 лет. Самые ранние (XXIII—XVII века до н. э.) из найденных колоколов имели небольшие размеры и были изготовлены в Китае. В Китае также впервые создали музыкальный инструмент из нескольких десятков колоколов. В Европе аналогичный музыкальный инструмент (карильон) появился почти на 2000 лет позднее.
Самым ранним из известных колоколов Старого Света на данный момент является ассирийский колокольчик, хранящийся в Британском музее и датируемый IX веком до н. э.
В Европе ранние христиане считали колокола типично языческими предметами. Показательна в этом плане легенда, связанная с одним из старейших колоколов Германии, носящим имя Saufang («Свиная добыча»). Согласно этой легенде, свиньи раскопали этот колокол в грязи. Когда его отчистили и повесили на колокольню, он проявил свою «языческую сущность» и не звонил до тех пор, пока не был освящён епископом. Впрочем, «неблагочестивые» имена колоколов не обязательно свидетельствуют об их отрицательной духовной сущности: зачастую речь идет исключительно о музыкальных погрешностях (так, на знаменитой ростовской звоннице имеются колокола «Козёл» и «Баран», названые так за резкий, «блеющий» звук, и, наоборот, на звоннице Ивана Великого один из колоколов назван «Лебедем» за высокий, чистый звук). В средневековой христианской Европе церковный колокол был голосом церкви. На колоколах нередко помещали цитаты из Священного Писания, а также символическую триаду Vivos voco. Mortuos plango. Fulgura frango («Живых зову. Мёртвых оплакиваю. Зарницу укрощаю»). Уподобление колокола человеку выражается в названиях частей колокола (язык, тулово, губа, уши). В Италии до сих пор сохраняется обычай «крестин колокола» (соответствует православному освящению колокола).
Вера в то, что при помощи удара в колокол, колокольчик, барабан можно избавиться от нечистой силы, присуща большинству религий древности, от которых колокольный звон и «пришёл» на Русь. Звон колокольчиков, как правило — коровьих, а иногда и обычных сковород, котлов или другой кухонной утвари по древним поверьям, бытующим в разных регионах планеты, защищал не только от нечисти, но и от непогоды, хищного зверья, грызунов, змей и прочих гадов, изгонял болезни. На сегодняшний день это сохранилось у шаманов, синтоистов, буддистов, служения которых невозможно себе представить без бубнов, колокольчиков и колоколов. Таким образом, использование колокольного звона в ритуальных и магических целях уходит корнями в далекое прошлое и характерно для многих первобытных культов.
Первые упоминания об новгородских колоколах в XI веке присутствуют в повествовании о приходе полоцкого князя Всеслава Брячиславовича, снявшего колокола c Софийского собора в 1066 году и из жития Антония Римлянина. Около 1170 года колокола упоминаются и в городе Владимире.
Упоминания о колоколах содержатся среди 27 русских летописных сводов, по ним установлено их существование во второй половине XIII — начале XIV веков в Ростове, в XIV веке в Москве и в начале XV века в Твери, в середине XV века производство колоколов существовало в Новгороде. Начало развития отечественного колокольного дела связано с приездом итальянца Аристотеля Фиораванти и основанного им в 1479 году первого государственного литейного завода, впоследствии получившего название Пушечного двора.
В первой половине XVI века изготовление самых крупных колоколов осуществлялось иностранными мастерами, итальянцами и немцами. Начиная с середины XVI века имена русских мастеров, работавших на московском Пушечном дворе, начали преобладать над иностранными, по сохранившимся источникам второй половины XVI века были установлены имена более 20 московских литейщиков и их учеников. Самым знаменитым из них был Андрей Чохов, пиком развития колокольного дела в Москве стала отливка в 1600 году царского Благовестника, самого большого колокола Европы, весившего 2450 пудов (второй Годуновский колокол, предшественник Царь-колокола). Отливка колоколов осуществлялась так же и в литейных мастерских расположенных в Пскове и Новгороде. XVII век является расцветом как пушечно-литейного дела так и колокольного литья. С 1640-х годов особо отличившимся мастерам Пушечного двора стали присваивать звание «государева колокольного мастера» — среди них были Данила Матвеев и Александр Григорьев. В 1912 году Н. И. Оловянишников, автор объёмного труда с подробным обзором колоколов как отечественного так и зарубежного производства «История колоколов и колокололитейное искусство» писал, что в Российской империи на тот момент было 20 заводов занимающихся специально литьем церковных колоколов, из них в Москве — два, в Ярославле, Варшаве, Гатчине, Елабуге, Н. Ломове (Пензенской губ.), Венгрове (Седлецкой губ.), Харькове, Воронеже, Ростове-на-Дону, С.-Петербурге, Слободском (Вятской губ.), селе Гордеевке (Нижегородской губ.), Балахне, Костроме — по одному, в Валдае и Саратове — по два. Эти заводы отливали более крупные колокола, а у села Пурех (Нижегородской губ.) 8 литейных заводов изготовляли мелкие колокола. За год заводы изготавливали церковных колоколов на 100—120 тысяч пудов.
Одним из трагических последствий Октябрьской революции 1917 года явилось уничтожение в 1920—1930 годах десятков тысяч колоколов, составлявших огромное культурно-историческое наследие. Именно тогда возникли советские циркуляры «О порядке ликвидации предметов религиозного культа» и «О порядке ликвидации церковного имущества», которые предписывали зачислять колокола в Госфонд с последующей их реализаций или сдаче Комцветметфонду как обыкновенный металлический лом, подлежащий последующей переплавке.
В начале 1960 годов появляется фундаментальный труд Н. Н. Рубцова «История литейного производства в СССР», содержащий сведения о 116 мастерах, работавших в России в XV—XVII веках. В 1970-х появляются новые публикации отечественных исследователей, в том числе В. И. Афанасьева, который основывался на исторических документах, а также зарубежных писателей. В 1983 году под эгидой Научного совета по истории мировой культуры АН СССР была проведена первая научная конференция «Колокола. История и современность». Рекордными в изучении истории русских колоколов стали 1990—2000 годы, когда их исследование приняло ярко выраженный региональный характер.

## Устройство
Колокола общеевропейской формы (сложилась в Западной Европе в XII—XIV веках в результате поисков наибольшего благозвучия) имеют одинаковый профильный контур — покатые «плечи», ровные «бока», широкие «по́лы», приспособление для подвешивания («уши»). Внутри на приковник закрепляется язык. Колокола подвешивают на звонницах, колокольнях (разновидность последних — итальянские кампанилы).
Специфические разновидности: безъязыковые колокола, «стоячие» колокола (в том числе древнекитайские нао, устанавливаются вертикально на патрубке раструбом вверх; звук извлекается ударом снаружи); чашеобразные колокола — ударяемые извне (в буддизме махаяны) или фрикционные (инструмент шаманской практики; звук извлекается трением обода деревянной палочкой).
- Схема формы для колокола
- Веретено с двумя лекалами
- Кожух колокола
- Форма для колокола в разрезе
- На колокольнолитейном заводе Анисимова

## Использование
В настоящее время колокола широко используются в религиозных целях (призыв верующих на молитву, выражение торжественных моментов богослужения), в музыке, в качестве сигнального средства на флоте (рында). Известно употребление колокола в общественно-политических целях (как набат, для созыва граждан на собрание (вече)).
Во второй половине XX века в медицине появилось новое направление, использующее колокольный звон в лечебных целях. Отмечается, в частности, что терапевтический эффект звуковых волн, идущих от колокола, проявляется не только на частотах, слышимых человеческим ухом, но и в диапазоне инфразвуковых и ультразвуковых волн. Например, инфразвук в диапазоне 0,5—13 Гц влияет на вестибулярный аппарат, а в диапазоне 4—6 Гц — на сердце; низкий спектр (40—100 Гц) оказывает успокаивающее влияние на душевное состояние человека, а ультразвук (более 20 тысяч Гц) подавляет рост патогенных микроорганизмов и усиливает иммунитет.

## Колокола в Русской православной церкви
Колокола на Руси появились почти одновременно с принятием христианства в конце X века. Их заимствовали из Западной Европы, при этом, они не смогли полностью вытеснить било с теми же функциями, просуществовавший до XIX—XXI веков. Больших размеров колокола начали отливать лишь в XV веке с появлением собственных металлургических заводов. Звон колокола созывал людей на богослужение или вече, для совместного отпора захватчикам, на почёт героев-победителей.
Колокола были единственным используемым музыкальным инструментом в богослужении.
В России старались отливать большие колокола с низким сильным звуком, который можно слышать на больших расстояниях (например, предшественник «Царя-колокола» 1654 года при Алексее Михайловиче весил около 130 тонн и слышен был на 7 вёрст). Согласно Адаму Олеарию в России начала XVII века на московских колокольнях висело до 5-6 колоколов весом до 2 центнеров, с которыми управлялся один звонарь.
Существует предание, в котором изобретение колоколов приписывается Св. Павлину, Епископу Ноланскому на рубеже IV и V веков.
В русских летописях впервые о колоколах упоминается 988 год. В Киеве были колокола при Успенской (Десятинной) и Ирининской церквях. В Великом Новгороде колокола упоминаются при храме св. Софии в самом начале XI в. В 1106 г. прп. Антоний Римлянин, прибыв в Новгород, слышал в нём «великий звон». Также упоминаются колокола в храмах Полоцка, Новгород-Северского и Владимира на Клязьме в конце XII в. Надписи на колоколах читались справа налево, так как буквы вырезали по форме обычным порядком. Развитие русского литейного искусства позволило создать непревзойдённые в Европе колокола: Царь-колокол 1735 г. (208 тонн), Успенский (действует на колокольне Ивана Великого) 1819 г. (64 тонны), Царь в Троице-Сергиевой Лавре 1748 г (64 тонны, уничтожен в 1930 г.), Ревун (действует на колокольне Ивана Великого) 1622 г. (19 тонн). После 1917 г. литьё колоколов продолжалось на частных заводах в 1920 гг. (эпоха НЭПа), но в 1930-е прекратилось полностью. В 1990-е гг. многое приходилось начинать с нуля. Литейное производство освоили такие гиганты как московский ЗИЛ и санкт-петербургский Балтийский завод. На этих заводах изготовлены нынешние колокола-рекордсмены: Первенец 2002 г. (27 тонн), Благовест 2002 г. (35 тонн) завода ЗИЛ, Царь-колокол 2003 г. (72 тонны) Балтийского завода.

### Состав звонницы
В Русской православной церкви колокола делятся на три основные группы — большие (благовестники), средние (подзвонные) и малые (зазвонные) колокола.

#### Благовестники
Благовестники несут сигнальную функцию и, в основном, предназначены для созыва верующих на богослужение. Их можно подразделить на следующие виды:
- Праздничные колокола — используются в двунадесятые праздники, праздник Святой Пасхи, при встрече епископа. Настоятель храма может благословить использование праздничного колокола и в иные дни, например освящение престола в храме. Праздничный колокол должен быть самым больши́м по весу в наборе колоколов.
- Воскресные колокола — используются в воскресные дни и в «великие праздники». При наличии праздничного, воскресный колокол должен быть вторым по весу.
- Постовые колокола — используются в качестве благовестника только в Великий пост.
- Полиелейные колокола — используются в дни, когда совершаются полиелейное богослужение (в Типиконе обозначаются особым знаком — красным крестом).
- Будничные (простодневные) колокола — используются в будние дни седмицы (недели).

Помимо благовестника, большие колокола (без иных колоколов) используются при пении «Честнейшей…» на утрене и к «Достойно…» на божественной литургии. Благовестники также используются при перезвонах, переборах, трезвонах. Таким образом, использование того или иного вида благовестника зависит от статуса службы, времени её совершения или момента богослужения.
Кроме того, в группу благовестников можно включить так называемые «часовые» колокола, в которые «отбиваются» часы.

#### Подзвонные колокола
Подзвонные колокола не несут специальной функции и служат только для украшения звона. Подзвонные колокола по весу больше зазвонных. Подзвонных колоколов может быть любое количество. Верёвки (или цепочки), на которые звонарь нажимает при звоне, крепятся одним концом к языкам подзвонных колоколов, а другим к так называемому звонарскому столбику.
Отдельно подзвонные колокола используются при так называемом звоне «в двои», который осуществляется на литургии Преждеосвященных Даров в Великий пост. При отсутствии благовестников звон «в двои» осуществляется на подзвонных колоколах.
Средние колокола также используются при перезвонах, переборах, трезвонах.

#### Зазвонные колокола
Зазвонные колокола, как правило, представляют собой колокола небольшого веса, к языкам которых привязаны верёвки, которые связываются между собой. Получается так называемая связка. В связке может быть не менее двух колоколов. Как правило, связка состоит из 2, 3 или 4 колоколов.
Посредством использования зазвонных и подзвонных колоколов совершается трезвон, который выражает торжество Церкви, а также указывает на совершение определённых частей или моментов богослужения. Так, к вечерне звонится один трезвон, к утрене — два, к божественной литургии — три. Трезвоном отмечается также чтение Евангелия. Трезвоны происходят с участием благовестника.

### Размещение колоколов
Наиболее простым и экономически выгодным вариантом размещения церковных колоколов является примитивная звонница, выполненная в виде перекладины, укреплённой на невысоких столбах над землёй, что даёт возможность звонарю работать непосредственно с земли. Недостатком такого размещения является быстрое затухание звука, и колокол потому слышен на недостаточно большом расстоянии.
В церковной традиции первоначально был распространён архитектурный приём, когда специальную башню — колокольню — устанавливали отдельно от здания церкви. Это позволяло заметно увеличить дальность слышимости звука. В древнем Пскове звонница нередко включалась в конструкцию основного здания.
В более позднее время появилась тенденция пристраивать колокольню к уже имеющемуся зданию церкви, что нередко производилось формально, без учёта архитектурного облика церковного здания. В наиболее поздних постройках, преимущественно в XIX веке, колокольню вводили в конструкцию церковного здания. И тогда колокольня, бывшая первоначально вспомогательным сооружением, становилась доминирующим элементом в его облике. Примером такого вмешательства является пристройка колокольни к православной церкви Св. Екатерины на Васильевском острове Петербурга. Иногда колокола размещались непосредственно на здании Храма. Такие церкви назывались «иже под колоколы».
До начала массовой постройки высотных зданий колокольни были самыми высокими строениями в любом населённом пункте, что позволяло слышать колокольный звон даже при нахождении в самых удалённых уголках большого города.

## Сигнальные колокола
Колокол, издающий громкий и резко нарастающий звук, издревле широко использовался в качестве средства сигнализации. Колокольный звон использовался для информирования о чрезвычайных ситуациях или нападения неприятеля. В прошлые годы до развития телефонной связи с помощью колоколов передавались сигналы пожарной тревоги. При возникновении пожара необходимо было ударить в ближайший колокол. Услышав звон пожарного далёкого колокола следовало немедленно ударить в ближайший. Таким образом сигнал о пожаре быстро распространялся по населённому пункту. Пожарные колокола были неотъемлемым атрибутом присутственных мест и других публичных учреждений в дореволюционной России, а местами (в отдалённых сельских населённых пунктах) сохранились и до настоящего времени. Колокола применялись на железной дороге для подачи сигналов отправления поездов. До появления проблесковых маячков и специальных средств звуковой сигнализации на гужевых повозках, а позже и на автомобилях экстренных служб устанавливался колокол. Тональность сигнальных колоколов специально делалась отличной от церковных, благодаря чему сигнал всегда можно было легко опознать. Сигнальные колокола также называли набатными.
На кораблях издавна используется рында — «судовой (корабельный) колокол», для подачи сигналов экипажу и другим судам. Так же в рынду бьют каждые полчаса для обозначения времени.

## В классической музыке
Колокола средних размеров и колокольчики включены уже давно в разряд ударных музыкальных инструментов, имеющих определённую звучность. Колокола бывают различных величин и всех строев. Чем колокол больше, тем ниже его строй. Каждый колокол издаёт только один звук. Партия для колоколов средних размеров пишется в басовом ключе, для колоколов малых размеров — в скрипичном. Колокола средних размеров звучат октавой выше написанных нот.
Применение колоколов более низкого строя невозможно вследствие их размеров и веса, которые препятствовали бы их помещению на сцене или эстраде. Так, для звука до 1-й октавы потребовался бы колокол весом в 2862 кг, а для звука октавой ниже в церкви св. Павла в Лондоне был употреблён колокол весом в 22,9 т. О более низких звуках и говорить нечего. Они потребовали бы новгородского колокола (31 т.), московского (70,5 т) или Царь-Колокола (200 т). В 4-м акте оперы «Гугеноты» Мейербер применил для набата наиболее низкие из употребительных колоколов, издающих звуки фа 1-й октавы и до 2-й. Колокола применяются в симфоническом и оперном оркестрах ради особых эффектов, связанных с сюжетом. В партитуре пишется одна партия для колоколов числом от 1 до 3, строи которых обозначаются в начале партитуры. Звуки колоколов средних размеров имеют торжественный характер.
В прошлом композиторы поручали этому инструменту исполнение выразительных мелодических рисунков. Так, например, поступил Рихард Вагнер в симфонической картине «Шелест леса» («Зигфрид») и в «Сцене волшебного огня» в заключительной части оперы «Валькирия». Но позднее от колоколов в основном требовалась только сила звука. С конца XIX в театрах стали применять колокола-колпаки (timbres) из литой бронзы с довольно тонкими стенками, не столь громоздкие и издающие более низкие звуки, чем набор обыкновенных театральных колоколов.
В оркестре могут применяться только колокола небольших размеров, в противном случае их звучание для закрытого помещения будет слишком гулким, а перемещение трудновыполнимым из-за большого веса. Настоящие колокола как правило заменяют трубчатыми или пластинчатыми колоколами (билами), а также чашами. Кроме того, звучание одиночного большого колокола может имитироваться при помощи гонга.
Набор маленьких колокольчиков (Glockenspiel, Jeux de timbres, Jeux de cloches) был известен в XVIII столетии, их применяли изредка Бах и Гендель в своих произведениях. Набор колокольчиков был впоследствии снабжён клавиатурой. Такой инструмент применил Моцарт в своей опере «Волшебная флейта». В настоящее время обычные колокольчики заменены на более технически подвижный музыкальный инструмент в виде пластинчатых колокольчиков.

### В русской музыке
Колокольные звоны стали органичной частью музыкального стиля и драматургии произведений русских композиторов-классиков как в оперном, так и в инструментальном жанрах.
— Ярешко А. С. Колокольные звоны в творчестве русских композиторов (к проблеме фольклор и композитор)
Колокольный звон широко применялся в творчестве русских композиторов XIX века. М. Глинка использовал колокола в заключительном хоре «Славься» оперы «Иван Сусанин», или «Жизнь за царя», Мусоргский — в пьесе «Богатырские ворота…» цикла «Картинки с выставки» и в опере «Борис Годунов», Бородин — в пьесе «В монастыре» из «Маленькой сюиты», Н. А. Римский-Корсаков — в «Псковитянке», «Сказке о царе Салтане», «Сказании о невидимом граде Китеже», П. Чайковский — в «Опричнике». Одна из кантат Сергея Рахманинова получила название «Колокола». В XX веке эта традиция была продолжена Г. Свиридовым, Р. Щедриным, В. Гаврилиным, А. Петровым и другими.

## Куранты
Набор колоколов (всяких величин), настроенных по диатонической или хроматической гамме, называется курантами. Такой набор больших размеров помещается на колокольнях и находится в связи с механизмом башенных часов или клавиатуры для игры. Куранты применялись и применяются преимущественно в Голландии, Нидерландах. В России часы-куранты на Спасской башне являются одними из древнейших в мире. При Петре Великом на колокольнях церкви св. Исаакия (1710) и в Петропавловской крепости (1721) были помещены куранты. На колокольне Петропавловской крепости куранты возобновлены и существуют доныне. Куранты находились также в Андреевском соборе в Кронштадте. На ростовской соборной колокольне настроенные куранты существуют с XVII столетия, со времени митрополита Ионы Сысоевича. В настоящее время на строй К. обратил особое внимание протоиерей Аристарх Александрович Израилев, построивший акустический прибор для точного определения числа колебаний звучащих тел, состоящий из набора 56 камертонов и особого аппарата, подобного метроному. Гармонически настроенные К. протоиерея Израилева находятся: на колокольне Аничковского дворца, Казанского собора в Петербурге, в дворцовой церкви в Ореанде, Киеве, Нижнем Новгороде, Гефсимании близ старого Иерусалима при храме Марии Магдалины (см. «Журнал Русского Физико-химического Общества», т. XVI, 1884 г. и стр. 17, «Русского Паломника», 1887 г., № 17). Набор маленьких К., применявшийся к комнатным часам, носил также название курантов.

## Карильон
Карильон представляет собой набор колоколов, язычки которых управляются специальной клавиатурой. Карильон установлен на колокольне Петропавловского собора в Петербурге по инициативе бельгийского карильониста Йозефа Виллема Хаазена и в то время директора Королевской школы карильона им. «Жефа Денейна» в городе Мехелен (Бельгия) в начале XXI века. Подробная история карильона Петропавловского собора в Петербурге: В Петропавловской крепости находится самое большое количество колоколов в мире. В 2001 году на первом ярусе колокольни был установлен карильон — дар Фландрии Санкт-Петербургу, состоящий из 51 колокола диапазоном 4 октавы. Стоит он около 300 тысяч долларов и был приобретен на пожертвования 352 спонсоров из десятков стран. Среди дарителей — фонд Романовых и королевская чета Бельгии, благодаря которым в карильоне появился самый тяжелый колокол весом более трех тонн.
На колокольне Петропавловского собора сформировался уникальный комплекс колоколов — голландских и русских. Из 103 колоколов, расположенных на четырёх уровнях соборной колокольни, 31 колокол датируется 1757 годом — это сохранившаяся часть второго голландского карильона.
История часов Петропавловского собора с боем и курантами началась в 1720 году, когда в Петербург из Голландии был доставлен часовой механизм, комплект из 35 колоколов и клавиатура карильона. В 1725 году на колокольне Петропавловского собора во втором ярусе была устроена русская звонница. Благовест, раздававшийся с Петропавловского собора, служил сигналом к началу колокольного звона во всех петербургских храмах.
К началу XX века русские колокола звонницы обветшали, и 27 новых колоколов для звонницы были изготовлены в 1905 году гатчинским заводом А. С. Лаврова. После Октябрьской социалистической революции часы остановили. В 1937 году их неудачно пытались настроить на исполнение «Интернационала». Часть колоколов подверглась механической обработке и была испорчена. В 1947 году началась реставрация курантов Петропавловского собора, и через пять лет русские колокола бывшей звонницы начали вызванивать первые такты гимна Советского Союза. Гимн исполнялся четыре раза в сутки вплоть до 1989 года, когда куранты вновь остановили для комплексных реставрационных работ.

## Колокола Китая
В Китае существует многовековая традиция литья колоколов, распространившаяся и в соседние страны, испытавшие влияние китайской культуры (Корея, Япония). В позднем императорском и современном Китае колокола являются типичной принадлежностью даосских и буддистских храмов. Кроме того, в центре старых китайских городов часто сооружались специальные «колокольная башня» и «барабанная башня» (таковы Колокольная башня в Сиане и башни Гулоу и Жоглоу в Пекине), расположенные на которых колокола и барабаны подавали сигнал на заре и при заходе солнца, а также в случае чрезвычайных событий.
Скоба, за которую подвешивается китайский колокол, часто отливается в виде зверька пулао (кит. 蒲牢). По легенде, пулао — один из девяти сыновей китайского дракона, который любит громко кричать. Потому ему и досталось место на колоколе.

### Колокола доимперской эпохи
Китайская колокольная культура, дошедшая до нашего времени, предстала в новой перспективе в свете археологических открытий XX в. Было обнаружено, что в отличие от современных круглых колоколов, имеющих индийское происхождение, древнейший исконно-китайский тип как правило имел миндалевидный поперечный срез. Колокола такого типа отличались меньшей продолжительностью звука, однако могли издавать два чётких тона и, в наиболее развитой форме, составляли комплекты, охватывающие до 5 октав и выверенные по хроматической гамме (см. Гробница маркиза И). Расцвет производства миндалевидных колоколов пришёлся на династию Чжоу. О находке крупнейшего среди колоколов такого типа (более 1 м высотой) было объявлено в 1986.
Примечательна характерная форма некоторых колоколов: тип нао устанавливался, подобно кубкам, звучащей частью вверх (об этом свидетельствует длинная ровная «нога», не приспособленная для подвешивания инструмента), а развившийся из него юнчжун сохранил «ногу» для установки, однако подвешивался благодаря креплению веревки вдоль поперечного кольца на ней, или за специальную петлю. Полая изнутри «нога» колокола при этом сохранялась, предположительно по соображениям акустики.
Любопытно, что после периода Сражающихся царств, вместе с закатом чжоуского ритуала, закончился и золотой век китайского колокольного дела. Последним отголоском старой традиции, утерянной уже к династии Хань, стало изготовление гигантских ритуальных колоколов Цинь Шихуана. По его повелению они были изготовлены из оружейной бронзы покорённых царств.